# ساطور

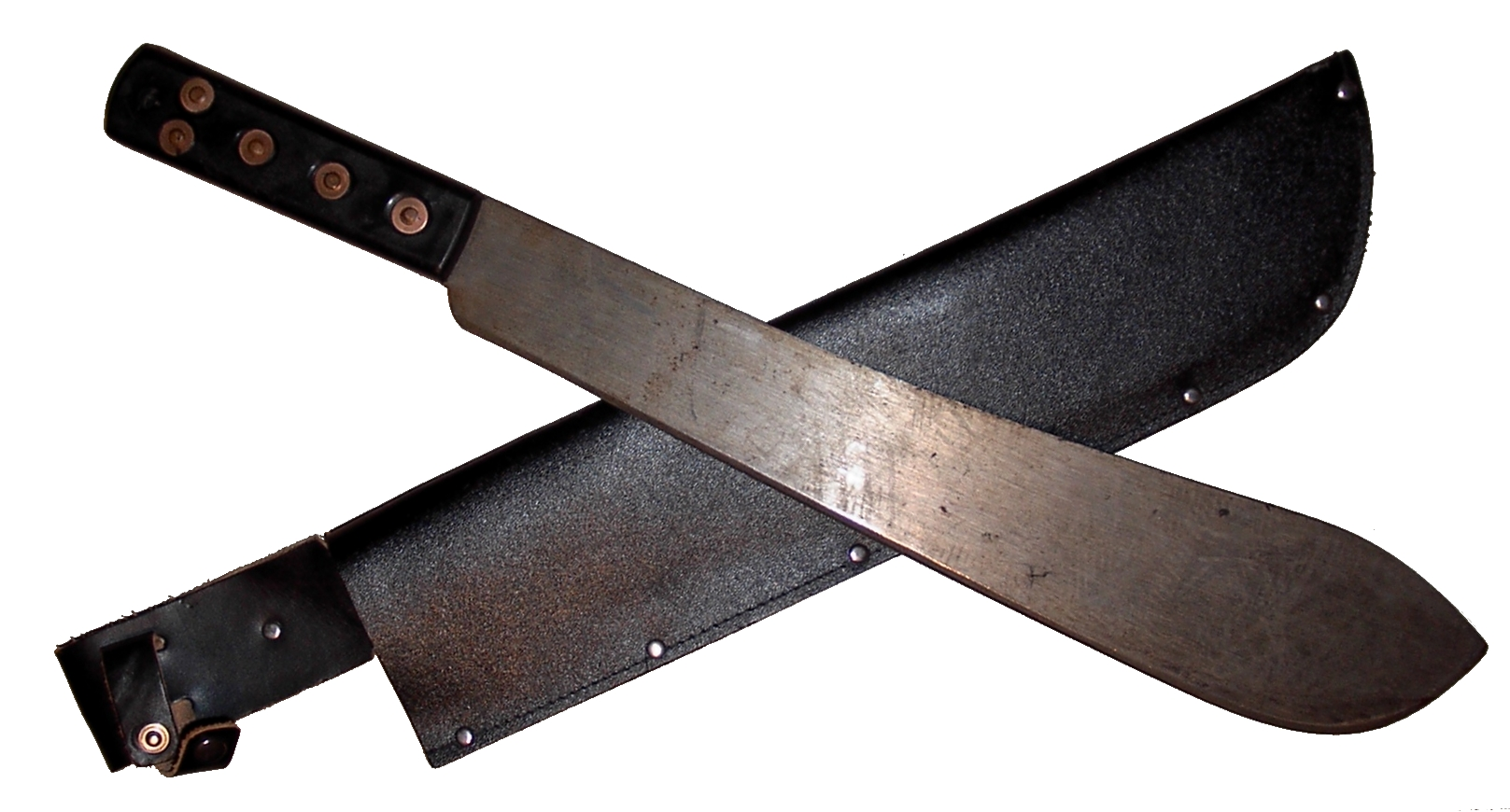
ساطور

الساطور هو سكين مختلفة الأشكال ولكنها عادة ما تشبه بلطة مربعة النصل. وهو يستخدم في الغالب عند بعض العصابات الإجرامية لتنفيد عملياتهم وكذلك لتهشيم العظام في المطبخ أو في محلات الجزارة واللحامين، أو في الكُنس اليهودية في القدس الشريف.

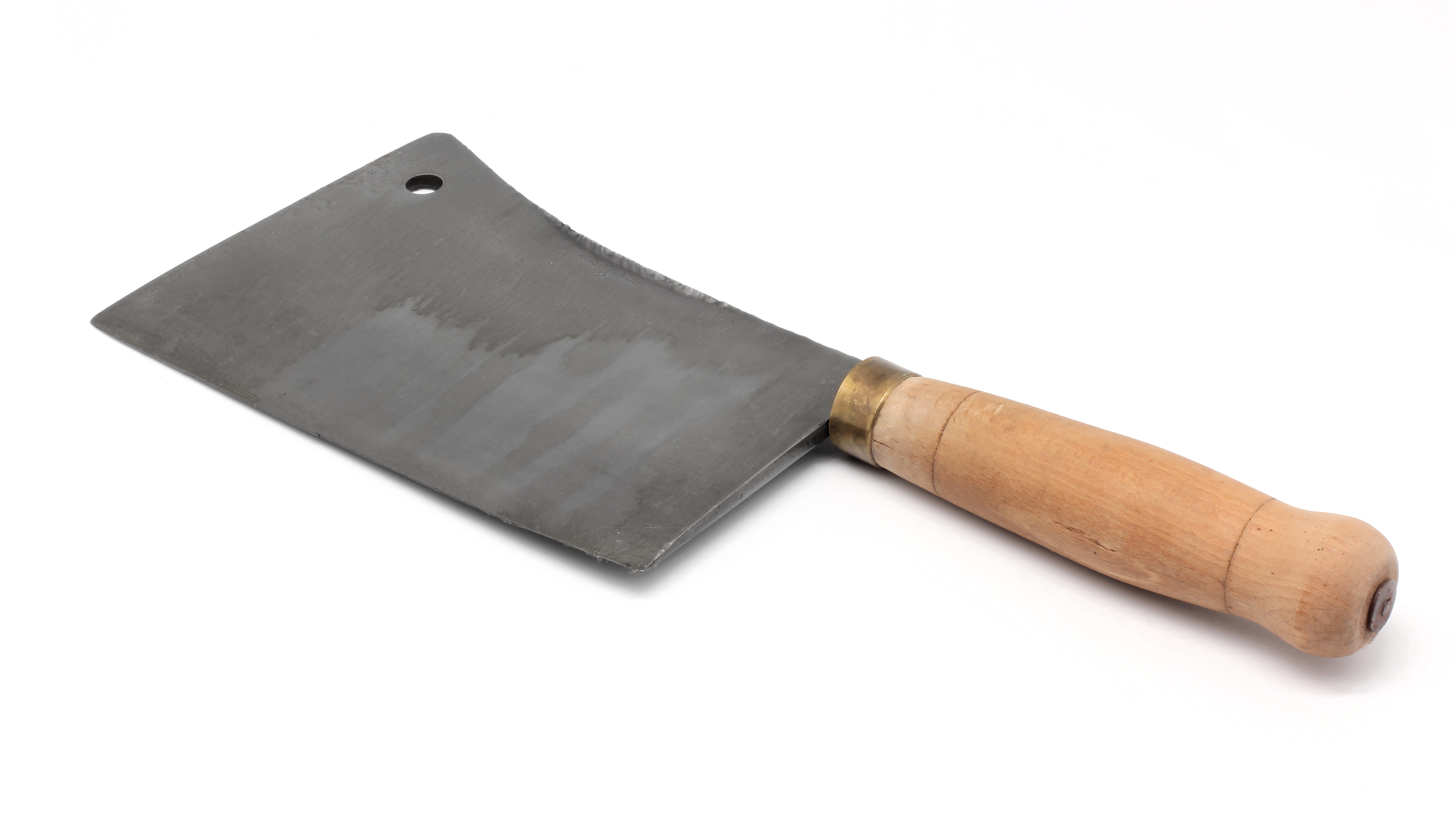
ساطور حديث ذو مقبض خشبي